# Nadja Pieren

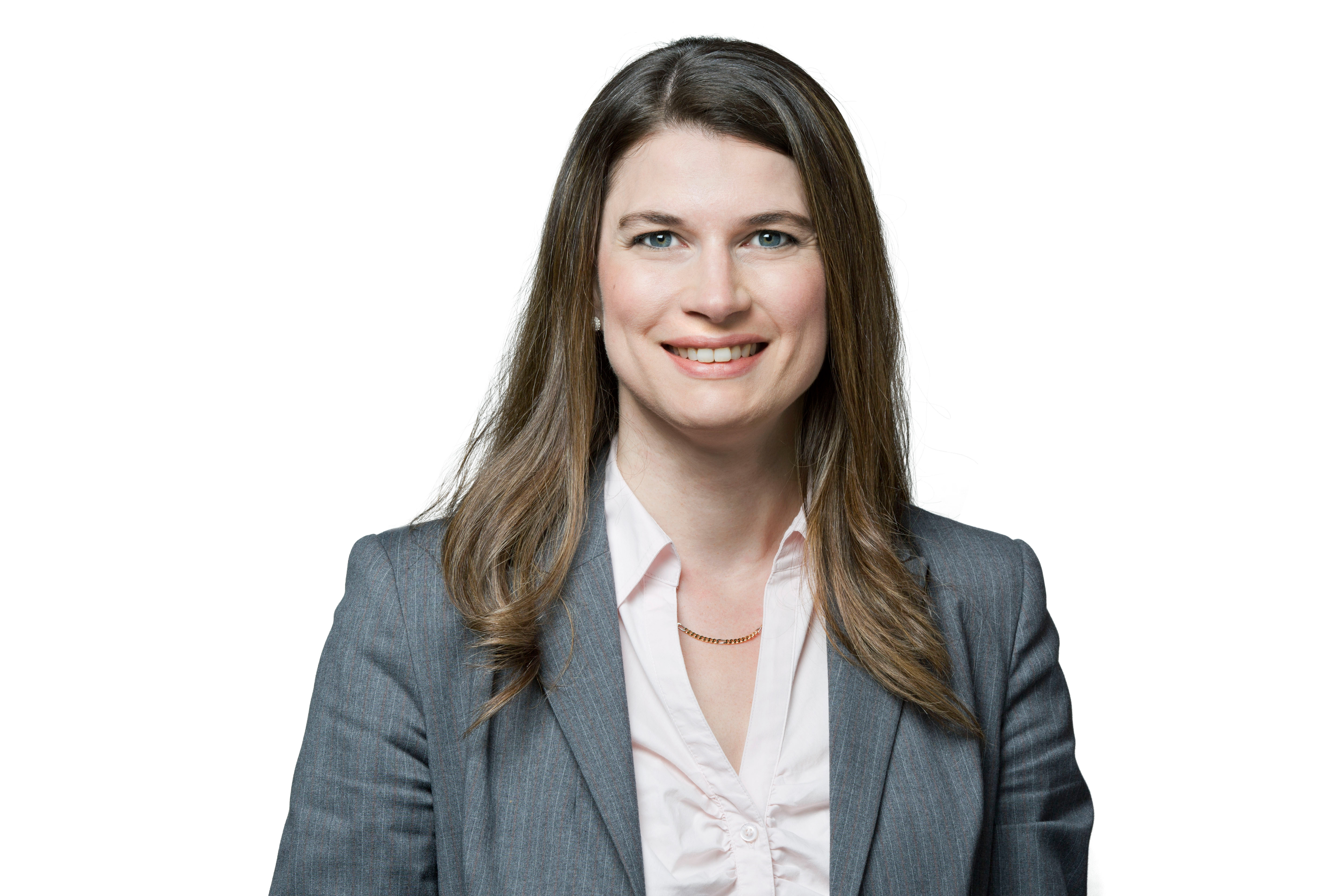
Nadja Pieren

Nadja Umbricht Pieren (* 14. Februar 1980 in Bern, heimatberechtigt in Adelboden) ist eine Schweizer Politikerin (SVP).

## Leben
Nadja Umbricht ist diplomierte Kleinkinderzieherin sowie Führungsfachfrau mit eidgenössischem Fachausweis. Sie arbeitet als Leiterin einer privaten Kindertagesstätte in einem Vorort von Bern. Seit 2008 ist sie Präsidentin der SVP Burgdorf. Seit 2010 ist sie zudem Vizepräsidentin der SVP Schweiz und gehört damit der siebenköpfigen Parteileitung an. Seit 2009 ist Nadja Umbricht Mitglied des Stadtrats (Parlament) von Burgdorf und seit dem 1. Juni 2010 des Grossen Rats des Kantons Bern (bis zu ihrem Rücktritt per Ende 2011). Bei den Parlamentswahlen vom 23. Oktober 2011 wurde sie in den Nationalrat gewählt.
Ihre Stellungnahmen anlässlich der Berner Grossratswahlen 2010 und der Parlamentswahlen 2011 verorten Nadja Umbricht im rechtskonservativen Lager. Sie gehört den rechtskonservativen Vereinen AUNS und Pro Libertate an.
Am 27. März 2013 wurde Nadja Umbricht zur neuen Präsidentin der Gemüseproduzenten-Vereinigung der Kantone Bern und Freiburg (GVBF) gewählt.
Ende Januar 2020 wurde sie in den Verwaltungsrat der Grimselbahn AG gewählt.